# Bruno Chaudret
Bruno Chaudret, né le 25 décembre 1953, est  un chimiste français, directeur de recherche au CNRS.
Bruno Chaudret est un spécialiste de chimie organométallique, notamment des interactions entre l'hydrogène et les métaux de transition. Il a mis au point une méthode originale de synthèse de nanoparticules de métaux ou d'oxydes et a développé leurs applications dans des domaines aussi variés que la catalyse, le magnétisme ou la microélectronique. Il est membre de l'Académie des sciences.

## Biographie
Bruno Chaudret est diplômé de l’École Nationale Supérieure de Chimie de Paris (1975). Il a ensuite effectué un Ph.D. à l’Imperial College de Londres (1977) sous la direction de Sir Geoffrey Wilkinson, puis un Doctorat d’État de l’Université Paul Sabatier de Toulouse (1979) sous la direction du Pr René Poilblanc. Entré comme attaché de recherche au CNRS en 1977, il est maintenant Directeur de Recherche Classe Exceptionnelle au CNRS et Directeur du Laboratoire de Physique et Chimie des Nano-Objets à l’INSA de Toulouse (UMR 5215 INSA-CNRS-UPS).

## Travaux scientifiques
De  formation en chimie organométallique, il s’est intéressé aux actes élémentaires en catalyse homogène et plus particulièrement à l'interaction de l'hydrogène avec les métaux de transition (complexes hydrures, dihydrogène). Il a synthétisé le premier complexe bis(dihydrogène) et mis en évidence sa grande réactivité notamment pour l'activation de liaisons C-H, Si-H et plus généralement de liaisons peu réactives. Il s’est également intéressé aux propriétés spectroscopiques de ces espèces, en particulier à l’échange quantique de protons dans la sphère de coordination de métaux de transition.
L’intérêt pour l’interaction entre hydrogène et métal l’a conduit à mettre au point une méthode pour synthétiser des agrégats de grande taille (à partir de 50 atomes métalliques jusqu'à plusieurs dizaines de milliers d'atomes). La méthode est générale et a permis la synthèse de nanoparticules de taille, forme, surface et assemblage contrôlés d’une grande variété d’éléments, d’alliages et de composés semi-conducteurs. On peut citer par exemple des nanoparticules de ruthénium,, des nanocubes de fer ou des nano-bâtonnets de cobalt. Ces particules intéressent les domaines du nano-magnétisme, de la luminescence, du transport électronique ainsi que de la réactivité chimique et catalytique. Ses préoccupations actuelles concernent le marquage chémo- et énantiosélectif de molécules d'intérêt biologique et biomolécules ainsi que par exemple l'utilisation sur un même objet de propriétés magnétiques et catalytiques pour le stockage des énergies renouvelables. Plus généralement, les applications de ces particules concernent les champs de la catalyse, du magnétisme, de la micro-électronique et de la nanomédecine et ont donné lieu à de nombreuses collaborations académiques et industrielles.

## Honneurs et distinctions
Il est par ailleurs membre de l’Académie des Sciences depuis 2005,et de l’Academiae Europaea.
Il a reçu de nombreux prix dont 
- la Médaille d’Argent du CNRS (1997)[10],
- les Prix Miguel Catalan (Real Sociedad Espanola de Quimica, 1999),
- Humboldt-Gay-Lussac (2006),
- Geoffrey Wilkinson (Royal Society of Chemistry, 2008),
- Pierre Süe (Société Chimique de France, 2010)[11],
- Paolo Chini (Société Chimique Italienne, 2016)
- Wittig-Grignard (Gesellschaft Deutscher Chemiker, 2015)

Il a obtenu en 2016 une bourse du Conseil Européen de la Recherche (Advanced Grant ERC),.  
Il est Chevalier de l’ordre de la Légion d’Honneur et de l’ordre des Palmes Académiques.
Il a par ailleurs exercé les fonctions de Président du Conseil Scientifique du CNRS (de 2010 à 2018) et de Président du Conseil Scientifique d’IFPEN (de 2007 à 2011).

## Publications
- « Polyhydrures et nanoparticules : 35 ans avec la chimie organométallique », Histoire de la recherche contemporaine, t. I, no 2,‎ 2012, p. 118-125 (lire en ligne).
- « Chemistry of bis(dihydrogen) ruthenium complexes and of their derivatives », avec Sylviane Sabo-Etienne, Coordination Chemistry Reviews, 1998, 178-180, 381-407
- « Quantum Mechanical Exchange Coupling in polyhydride and dihydrogen complexes”, avec Sylviane Sabo-Etienne, Chemical Reveviews, 1998, 98, 2077-2091.
- « Organometallic Approach to the Synthesis and Surface Reactivity of Noble Metal Nanoparticles”, avec Karine Philippot, Comptes rendus Acad Sciences, 2003, no 6, 1019. DOI : 10.1016/j.crci.2003.07.010
- « Synthesis and Surface Reactivity of Organometallic Nanoparticles », Surface and Interfacial Organometallic Chemistry and Catalysis, extrait de :  Topics in Organometallic Chemistry, Christope Coperet, Chaudret, Bruno (Eds.), 2005, vol. 16, pages 233-260.
- « Organometallic approach to nanoparticles synthesis and self-organization », C.R. Physique, 2005, 6, 117. DOI : 10.1016/j.crhy.2004.11.008
- « Organometallic nanoparticles of metals or metal oxides », avec Karine Philippot, Oil and Gas Science and Technology (special issue dedicated to Yves Chauvin), 2007, 62, 799. DOI : 10.2516/ogst:2007062
- « Organometallic Ruthenium Nanoparticles: Synthesis, Surface Chemistry, and Insights into Ligand Coordination », avec Luis Miguel Martinez-Prieto, Accounts of Chemical Research, 2018, 51, 376.

Bruno Chaudret a publié plus de 420 articles scientifiques et 20 brevets.